# Amphiophiura metabula
Amphiophiura metabula är en ormstjärneart som beskrevs av Hubert Lyman Clark 1915. Amphiophiura metabula ingår i släktet Amphiophiura och familjen fransormstjärnor. Inga underarter finns listade i Catalogue of Life.